# 11 A.M. (phim)
11 A.M. (tiếng Hàn: 열한시; Romaja: Yeolhansi; lit. "AM 11:00") là một bộ phim điện ảnh Hàn Quốc 2013 thuộc thể loại kinh dị kết hợp khoa học viễn tưởng của đạo diễn Kim Hyun-seok với sự th gia của Jung Jae-young, Kim Ok-bin và Choi Daniel. Phim được công chiếu tại các rạp vào ngày 28 tháng 11 năm 2013.

## Phân vai
- Jung Jae-young vai Woo-seok
- Kim Ok-bin vai Young-eun
  - Kim Sung-kyung vai young Young-eun
- Choi Daniel[5] vai Ji-wan
- Lee Dae-yeon vai Chief Jo
- Park Chul-min vai Park Young-shik
- Lee Geon-joo vai Kim Moon-soon
- Shin Da-eun vai Namgoong Sook
- Oh Gwang-rok vai Bác sĩ Seo